# Cot Ulim
Cot Ulim is een bestuurslaag in het regentschap Bireuen van de provincie Atjeh, Indonesië. Cot Ulim telt 457 inwoners (volkstelling 2010).